# Otero (kommun)
Otero är en kommun i Spanien.   Den ligger i provinsen Toledo och regionen Kastilien-La Mancha, i den centrala delen av landet, 80 km sydväst om huvudstaden Madrid. Antalet invånare är 381. Arean är 30 kvadratkilometer.
Terrängen i Otero är platt.